# Caernarfonshire
Caernarfonshire o Caernarvonshire (/kərˈnɑːrvənʃər/ (del galés: Sir Gaernarfon) [ˈsir gaɨ̯rˈnarvɔn]) es uno de los trece Condados históricos de Gales, en el Reino Unido.
Limita al norte y al occidente con el mar de Irlanda, al oriente con Denbighshire, y al suroriente con Merionethshire. Está separado al noroccidente de Anglesey por el Estrecho de Menai.
Tras ser disuelta el 1 de abril de 1974, su territorio fue dividió entre dos nuevas autoridades unitarias, pasando su zona occidental a Gwynedd y la oriental a Conwy. 
En 1961 tenía un área de 364.108 acres (es decir 1.473 km²) y una población de 121.767 habitantes.
Fue creado en 1284 con el Estatuto de Rhuddlan, emitido tras la conquista de la península por los ejércitos ingleses, al mando de Eduardo I.